# マルセル・ザビッツァー
マルセル・ザビッツァー（Marcel Sabitzer, 1994年3月17日 - ）は、オーストリア・グラーツ出身のサッカー選手。ボルシア・ドルトムント所属。ポジションはMF。オーストリア代表。

## 経歴
2012年、FCアドミラ・ヴァッカー・メードリングでプロデビューを果たし、2013年にSKラピード・ウィーンに移籍した。
2014年5月30日、ドイツのRBライプツィヒに4年契約で移籍し、すぐにレッドブル・ザルツブルクにレンタル移籍した。
2019-20シーズン、UEFAチャンピオンズリーグ・ラウンド16トッテナム・ホットスパーFC戦2ndレグで2ゴールを決め、クラブ史上初のベスト8入りの立役者となった。
2021年8月30日、プレミアリーグ移籍も噂された中、4年契約で恩師のユリアン・ナーゲルスマンが監督を務めるFCバイエルン・ミュンヘンに移籍。背番号は18番。同シーズンにバイエルンはザビッツァー以外にもライプツィヒからナーゲルスマンを引き抜いている他、ダヨ・ウパメカノも獲得しており、ライプツィヒでチームメイトのタイラー・アダムスはバイエルンの補強方法を最悪だと評していた。しかし、リーグ戦はわずか1得点に終わるなど不調に終わり、シーズン終了後にはASローマやアトレティコ・マドリードへの移籍が噂された。
2023年2月1日、プレミアリーグのマンチェスター・ユナイテッドFCへ2022-23シーズン終了までローン移籍した。
2023年7月25日、ボルシア・ドルトムントへの移籍が決定。契約は2027年6月30日までの4年間。

## 代表歴
オーストリア代表として各年代でプレーし、2012年6月5日、ルーマニア代表戦でA代表デビューを果たした。

## 所属クラブ
- FCアドミラ・ヴァッカー・メードリングII 2010-2012
- FCアドミラ・ヴァッカー・メードリング 2010-2012
- SKラピード・ウィーン 2013-2014
- RBライプツィヒ 2014-2021

→ レッドブル・ザルツブルク 2014-2015 (loan)
- FCバイエルン・ミュンヘン 2021-2023

→ マンチェスター・ユナイテッドFC 2023 (loan)
- ボルシア・ドルトムント 2023-

## タイトル
クラブ
ザルツブルク
- オーストリア・ブンデスリーガ : 2013-14
- オーストリア・カップ : 2013-14

バイエルン
- ブンデスリーガ：2021-22
- DFLスーパーカップ：2022

マンチェスター・ユナイテッドFC
- EFLカップ : 2022-23

個人
- UEFAチャンピオンズリーグ 年間ベストチーム(スカッドオフザシーズン) 2019-20

## 代表歴

### 出場大会
- オーストリア代表 
  - UEFA EURO 2016（グループリーグ敗退）
  - UEFA EURO 2020